# Berck
|  | Per a altres significats, vegeu «cantó de Berck». |

Berck o Berck-sur-Mer és un municipi francès al departament del Pas de Calais (regió dels Alts de França). L'any 2007 tenia 15.341 habitants.

## Toponímia
El nom de la localitat està testimoniat en les formes Berkeres l'any 1124; datum Bergis o Berc el 1215; Bierk el 1282; Berk el 1311; Bersch el 1342; El Le havre de Bercq el 1426; Berck-sur-la-Mer el 1545; Ber el 1546; Le havre de Berg el 1640; Berg-sur-Mer el 1739.
Els toponímics generalment es refereixen al berg germànic com “altura, eminència, turó, muntanyamontmontagne ”. Ernest Nègre hi veu el germànic birkja- “bosc de bedoll, fusta de bedoll”.
Nota: la hipòtesi del berg germànic està corroborada per la recurrència d'aquest tipus toponímic a la regió, però també per alguns altres llocs del nord de França: Le Berck (Pas-de-Calais, Guînes, Le Bercq de Campaignes 1480; Le Berg-en-Campagne 1682); Bergues (Nord, Bergan 944); Bargues (Nord, Bargas 1147); Berguette (Pas-de-Calais, Berghette 1171, diminutiu en -ette), però també Bergues-sur-Sambre (Aisne); Berg (Mosel·la, Berge 915); Barques (Seine-Maritime, Barc segle XII); Barc (Eure, Barco 1087 - 1090), etc. En efecte, hi ha un desnivell de 30 m al territori del municipi que pot Barc aquest nom. Formes del tipus Barc, etc. resulta de la freqüent alternança er/ar. La regularitat de les formes en -c(k) en comptes de l'esperada -g, pot justificar eficaçment l'ús de la paraula germànica que significa "bedoll" cf. *berka en holandès antic, berke en holandès mitjà, berk "bedoll" en holandès .
Es diu Berk-aan-Zee en neerlandès.

## Demografia

### Població
El 2007 la població de fet de Berck era de 15.341 persones. Hi havia 6.879 famílies de les quals 2.996 eren unipersonals (1.078 homes vivint sols i 1.918 dones vivint soles), 1.807 parelles sense fills, 1.322 parelles amb fills i 754 famílies monoparentals amb fills.
La població ha evolucionat segons el següent gràfic:

### Habitatges
El 2007 hi havia 11.475 habitatges, 7.041 eren l'habitatge principal de la família, 3.681 eren segones residències i 753 estaven desocupats. 5.219 eren cases i 5.863 eren apartaments. Dels 7.041 habitatges principals, 3.138 estaven ocupats pels seus propietaris, 3.752 estaven llogats i ocupats pels llogaters i 150 estaven cedits a títol gratuït; 651 tenien una cambra, 1.277 en tenien dues, 1.557 en tenien tres, 1.703 en tenien quatre i 1.853 en tenien cinc o més. 3.818 habitatges disposaven pel capbaix d'una plaça de pàrquing. A 3.706 habitatges hi havia un automòbil i a 1.222 n'hi havia dos o més.

### Piràmide de població
La piràmide de població per edats i sexe el 2009 era:
| Homes | Edats   | Dones |
| ----- | ------- | ----- |
| 0     | 95 o +  | 20    |
| 4     | 90 a 94 | 60    |
| 40    | 85 a 89 | 236   |
| 92    | 80 a 84 | 220   |
| 224   | 75 a 79 | 404   |
| 244   | 70 a 74 | 500   |
| 308   | 65 a 69 | 416   |
| 296   | 60 a 64 | 420   |
| 300   | 55 a 59 | 364   |
| 476   | 50 a 54 | 504   |
| 460   | 45 a 49 | 444   |
| 520   | 40 a 44 | 512   |
| 452   | 35 a 39 | 424   |
| 380   | 30 a 34 | 572   |
| 613   | 25 a 29 | 496   |
| 464   | 20 a 24 | 648   |
| 446   | 15 a 19 | 494   |
| 444   | 10 a 14 | 424   |
| 436   | 5 a 9   | 332   |
| 288   | 0 a 4   | 356   |

## Economia
El 2007 la població en edat de treballar era de 9.998 persones, 5.961 eren actives i 4.037 eren inactives. De les 5.961 persones actives 4.926 estaven ocupades (2.477 homes i 2.449 dones) i 1.034 estaven aturades (547 homes i 487 dones). De les 4.037 persones inactives 1.150 estaven jubilades, 1.261 estaven estudiant i 1.626 estaven classificades com a «altres inactius».

### Ingressos
El 2009 a Berck hi havia 7.094 unitats fiscals que integraven 14.486,5 persones, la mediana anual d'ingressos fiscals per persona era de 15.483 €.

### Activitats econòmiques
Dels 773 establiments que hi havia el 2007, 10 eren d'empreses extractives, 21 d'empreses alimentàries, 1 d'una empresa de fabricació de material elèctric, 1 d'una empresa de fabricació d'elements pel transport, 16 d'empreses de fabricació d'altres productes industrials, 41 d'empreses de construcció, 236 d'empreses de comerç i reparació d'automòbils, 9 d'empreses de transport, 113 d'empreses d'hostatgeria i restauració, 7 d'empreses d'informació i comunicació, 39 d'empreses financeres, 59 d'empreses immobiliàries, 62 d'empreses de serveis, 99 d'entitats de l'administració pública i 59 d'empreses classificades com a «altres activitats de serveis».
Dels 198 establiments de servei als particulars que hi havia el 2009, 1 era una comissaria de policia, 1 oficina d'administració d'Hisenda pública, 1 oficina del servei públic d'ocupació, 1 gendarmeria, 2 oficines de correu, 9 oficines bancàries, 2 funeràries, 11 tallers de reparació d'automòbils i de material agrícola, 3 tallers d'inspecció tècnica de vehicles, 4 autoescoles, 6 paletes, 7 guixaires pintors, 3 fusteries, 8 lampisteries, 8 electricistes, 4 empreses de construcció, 23 perruqueries, 4 veterinaris, 67 restaurants, 21 agències immobiliàries, 4 tintoreries i 8 salons de bellesa.
Dels 128 establiments comercials que hi havia el 2009, 1 era, 4 supermercats, 1 un supermercat, 2 botigues de més de 120 m², 6 botiges de menys de 120 m², 17 fleques, 6 carnisseries, 1 una carnisseria, 3 peixateries, 5 llibreries, 36 botigues de roba, 7 botigues d'equipament de la llar, 6 sabateries, 4 botigues d'electrodomèstics, 3 botigues de mobles, 10 botigues de material esportiu, 3 drogueries, 4 perfumeries, 5 joieries i 4 floristeries.
L'any 2000 a Berck hi havia 4 explotacions agrícoles que ocupaven un total de 304 hectàrees.

## Equipaments sanitaris i escolars
El 2009 hi havia 1 hospital de tractaments de curta durada, 2 hospitals de tractaments de mitja durada (seguiment i rehabilitació), 2 psiquiàtrics, 1 centre de salut, 7 farmàcies i 1 ambulància.
El 2009 hi havia 4 escoles maternals i 7 escoles elementals. A Berck hi havia 2 col·legis d'educació secundària, 1 liceu d'ensenyament general i 1 liceu tecnològic. Als col·legis d'educació secundària hi havia 1.102 alumnes, als liceus d'ensenyament general n'hi havia 879 i als liceus tecnològics 377.
Berck disposava de 3 centres de formació no universitària superior de formació sanitària.

## Curiositats històriques
El 12 d'abril de 1902, en aquesta vila, es convertí al catolicisme la reina consort de Sèrbia, Natalia Obrenović (1859-1941).

## Poblacions properes
El següent diagrama mostra les poblacions més properes.